# 룩 백
《룩 백》(일본어: ルックバック 룻쿠밧쿠[*], 영어: Look Back)은 후지모토 타츠키가 쓰고 그린 일본의 단편 웹 만화다. 2021년 7월 19일에 슈에이샤의 소년 점프+에 게재되었다. 스튜디오 두리안에서 제작한 애니메이션 영화 각색은 2024년 6월에 공개되었다.